# Bitovnja
Bitovnja (Bitovnja planina en croate) est une montagne des Alpes dinariques située dans les municipalités de Kresevo et Konjic, en  Bosnie-Herzégovine, et culminant à 1 700 mètres d'altitude.

## Géographie
La montagne de Bitovnja est située à 10 km au nord de Konjic en Bosnie-Herzégovine. Du côté est, elle est un prolongement de la montagne Ivan (Ivan planinu en croate) et, des côtés nord-ouest et ouest, des montagnes Pogorelicu (Pogorelicu planinu en croate) et Zec (Zec planinu en croate, Zec signifiant « lapin »). La Bitovnja fait partie du bassin de la mer Noire par les rivières Trešanica et Kraljušćice, affluents de la Neretva, et du bassin Adriatique par le lac de Jablanica.
Le pic Cadori (1 700 m) est le sommet principal de la montagne, qui est riche en eau. Elle est couverte de forêt jusqu'à 1 500 m d'altitude puis des pâturages garnissent ses points les plus hauts.

## Histoire
Elle fut le lieu d'affrontement entre les forces de l'Axe et les partisans yougoslaves entre le 3 juillet et 3 août 1942 lors de l'opération Kreševo.